# 東京都道・神奈川県道516号浅川相模湖線

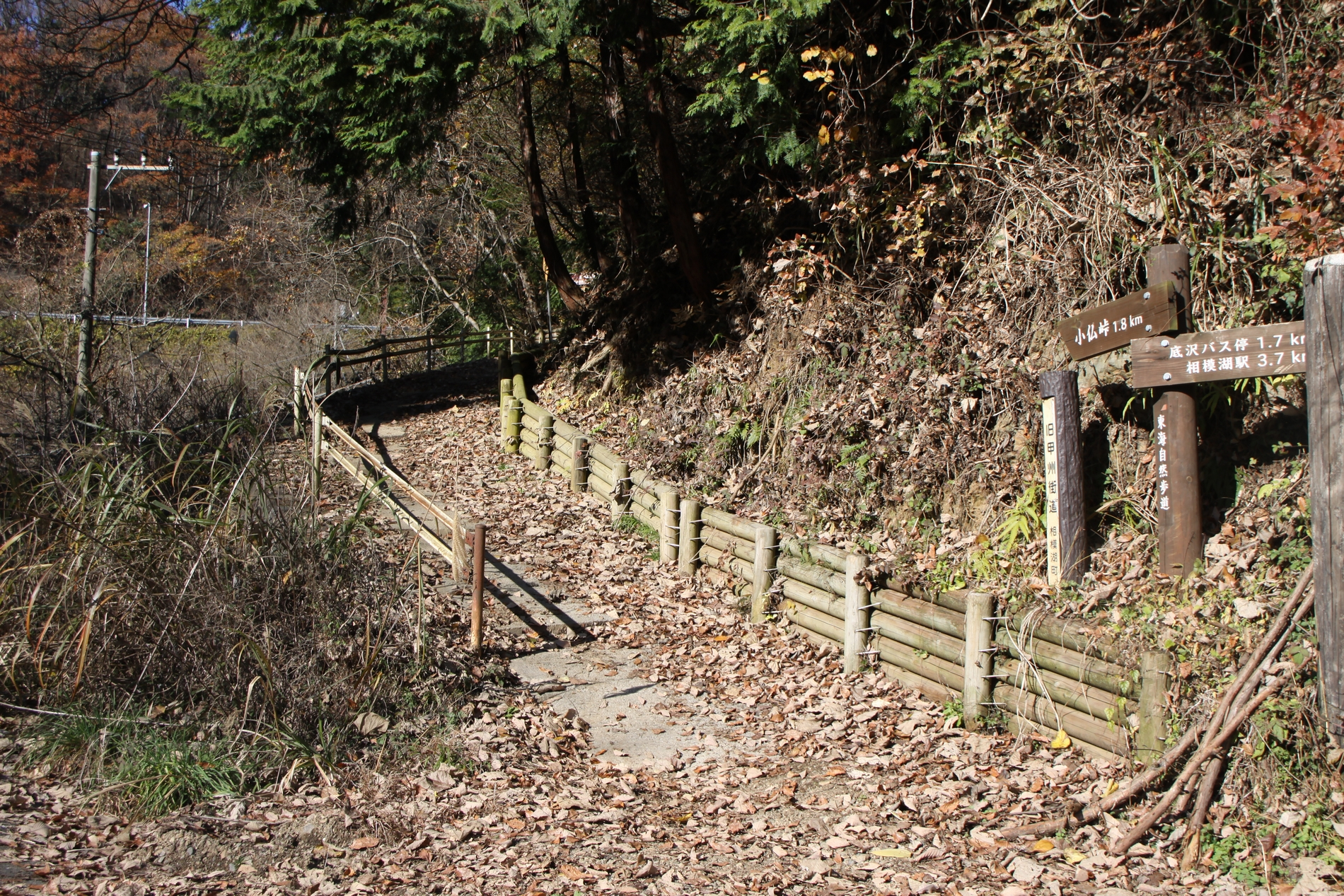
山道の一部（相模原市）

東京都道・神奈川県道516号浅川相模湖線（とうきょうとどう・かながわけんどう516ごう あさかわさがみこせん）は、東京都八王子市の国道20号西浅川交差点から神奈川県相模原市緑区の底沢橋付近の国道20号に至る東京都道・神奈川県道である。かつての甲州街道。都県境の小仏峠を挟んだ前後の区間はハイキングコースになっており、自動車の通行はできない。当初の東京都道の整理番号は188だったが、神奈川県道と整理番号を統一するために現在は516号線になっている。

## 概要

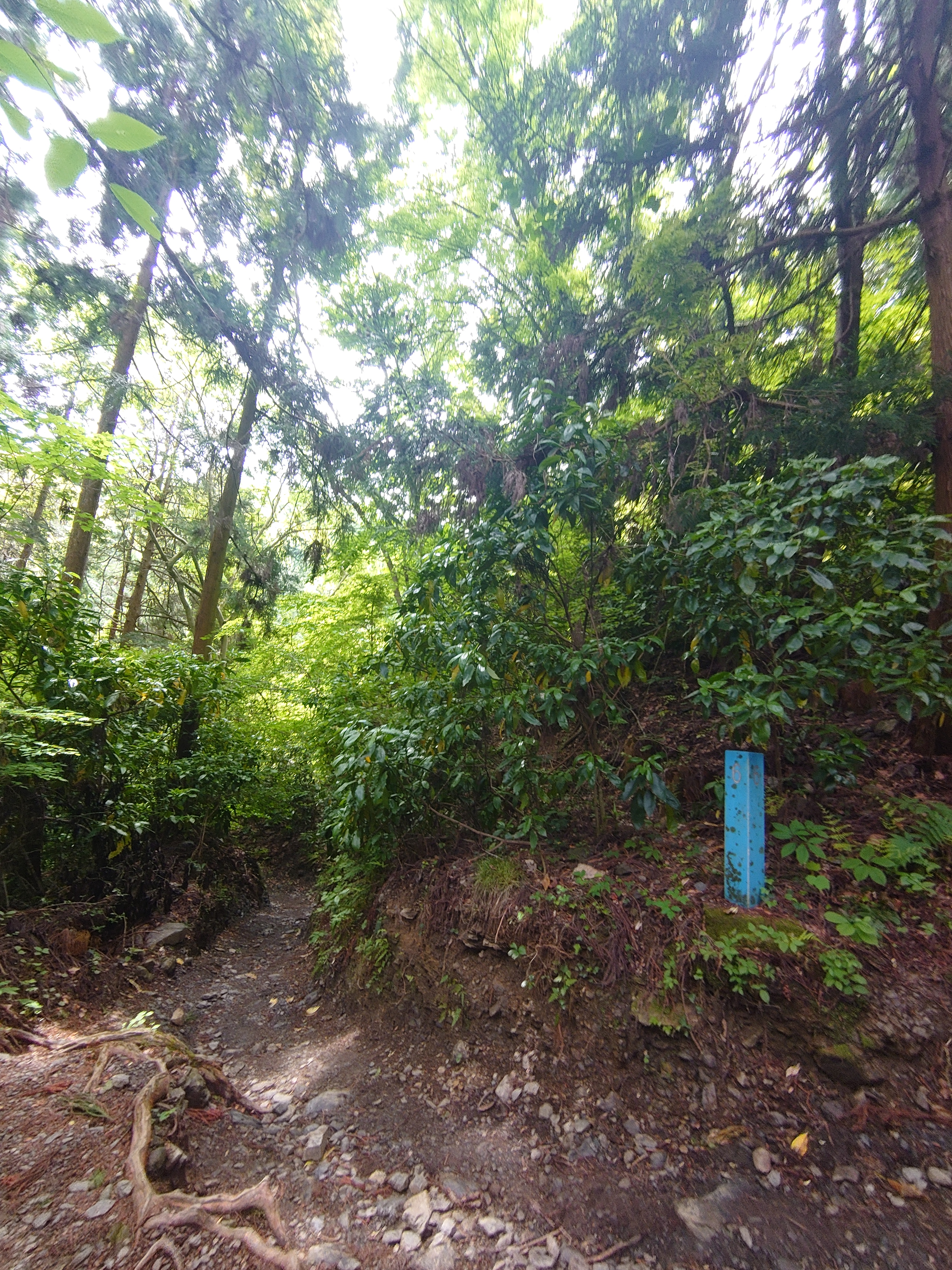
都道516号線（旧188号線）6キロポスト。いわゆる「点線都道」区間に存在する。また、ここも含めてキロポストの整理番号は188となっている。

- 陸上距離：9.4km
- 都道516号線（旧188号線）6キロポスト。いわゆる「点線都道」区間に存在する。また、ここも含めてキロポストの整理番号は188となっている。起点：東京都八王子市西浅川町・西浅川交差点
- 終点：神奈川県相模原市緑区千木良

## 交差している道路
- 国道20号

## 周辺施設
- 旧甲州街道
- 小仏関所
- 高尾梅郷
- 首都圏中央連絡自動車道八王子ジャンクション
- 小仏峠
- 小仏城山
- 小原宿本陣